# Gnophos calliceros
Gnophos calliceros là một loài bướm đêm trong họ Geometridae.